# Bali, Camerun
Bali  este un oraș  în partea de vest a Camerunului, în  provincia de Nord-Vest.